# Marino I
Marino I (Gallese, ¿?-15 de mayo de 884) fue el papa 108.º de la Iglesia católica de 882 a 884.

## Biografía
Nacido en Gallese, ciudad de Lazio cerca Civita Castellana. 
Entró muy joven al servicio de la Iglesia donde desempeñó los cargos de diácono, archidiácono, tesorero y obispo de Ceri, para finalmente actuar como legado de su antecesor, Juan VIII, en el Octavo Concilio Ecuménico, lo que le supuso ser encarcelado durante la celebración del mismo por orden del emperador bizantino Basilio I.
Durante su pontificado levantó la excomunión lanzada por Juan VIII contra Formoso, devolviéndole a su diócesis de Porto, y renovó la excomunión de Focio.
Murió envenenado el 15 de mayo de 884.

## El nombre del papa
Este papa fue también conocido como Martín II, debido a que durante la Edad Media el nombre de Marino se confundió con el de Martín, lo que supuso que en la lista de los papas, a Marino I se le llamara Martín II y a Marino II se le llamara Martín III. Este hecho implicó que, al corregirse el error, en las listas actuales de papas se pase de Martín I a Martín IV y no hayan existido papas con los nombres de Martín II y Martín III.